# Bivacco Costanzi
Il bivacco Pra Castron - "Claudio Costanzi" è un bivacco di proprietà della SAT nel comune di Dimaro Folgarida.
Si trova in località Pra Castron, ai piedi del Sasso Rosso e della Cima Nana, ad un'altitudine di 2365 m s.l.m..

## Storia
Il bivacco è stato costruito dalla SAT di Dimaro nel 1985 ed è dedicato alla memoria di Claudio Costanzi Albasini, giovane alpinista scomparso mentre arrampicava sulla parete occidentale della Petorina. 

## Accessi
- da Carciato (776 m)
- dal rifugio Peller (2022 m)
- dal lago di Tovel (1178 m)

## Ascensioni
- Sasso Rosso (2645 m)
- Cima Nana (2572 m)

## Traversate
- bivacco Bonvecchio (2790 m)